# Isaak Gracia
Isaac Gracia Francés, nacido el 23 de enero de 1979 en Barcelona. Es un actor español.

## Filmografía

### Televisión
- Punta Escarlata[1] (2011) (Telecinco) - Richi
- Águila Roja (2011) (La 1) - Guard
- Un paso adelante (2003) (Antena 3) - Isaak

### Cine
- Thaandavam, Jack Andrews, Dir. A.L.Vijay, Londres (2012)
- "Marie", Aleks (Secondary), Dir. Sam Brewster, Londres (2012)
- "Harvey Jhonson", Terry (leader), Dir. Kelsey Powell, Londres (2012)
- "Sleep Tight", (support role), Dir. Tom Stacey, Londres (2012)
- "C'est le vie", Kyle (leader), Dir. Keiko  W., Londres (2012)
- "Spring will come", Tom (co-leader), Dir. George Tanu, Maidstone-London (2012)
- "Somebody call me", Mr. H (leader), Dir. Chris Lee, Londres (2012)
- "The Support Group", Roman (male co-leader), Dir. Dwayne Kemette, Portsmouth (2012)
- "The Only Medicine", Jerry (secondary rol), Dir. Karol Lakomiec, Londres (2011)
- "Not all as it seems", Leader, Dir. Ingrid Fleuren, Oxford (2011)
- "Asesinos Digame?",[2] Leader (Nacho), Dir. Raquel Polo, Spain (2010)
- R2 y el caso del cadaver sin cabeza (2003) - Isaac (Dancer).

### Teatro
- Saturday Night Fever (musical)[3] (2009) - Double J
- Hoy no me puedo Levantar, Musical[4] (2007) - Churchi